# 응우옌호앙주
응우옌호앙주(베트남어: Nguyễn Hoằng Dụ / 阮弘裕 완홍유, ? ~ 1518년)는 대월 후 레 왕조의 대신, 장수이다.

## 생애
청화(淸化) 송산(宋山) 사람으로, 의군공(義郡公) 응우옌반랑의 아들이다.
1509년, 레 위목제가 외척 크엉쫑(姜種)을 총애하여 응우옌반랑을 파직시키고 고향으로 돌아가게 하였다. 응우옌반랑은 즉시 청화 3부(府)에서 위목제에 반하여 거병하였고, 위목제의 죄상을 열거하였다. 응우옌호앙주는 응우옌반랑을 따라 위목제를 폐위하는데 일조하고 레 양익제를 옹립하였다. 응우옌호앙주는 이 공으로 안화후(安和侯)에 봉해졌다.
응우옌반랑은 위목제를 죽인 찐주이산과 함께 병권을 잡았는데, 두 사람은 서로 시기하고 미워했다.
1513년, 응우옌반랑이 병사하자 찐주이산이 단독으로 병권을 장악하였다.
1516년, 쩐까오가 반란을 일으켜 탕롱을 공격했다. 응우옌호앙주는 명을 받들어 이를 토벌하러 나갔으나 보제영(菩提營)에 주둔한 채 진격하지 않았다. 한편, 찐주이산은 오랫동안 양익제에 불만을 품고 있었는데, 쩐까오의 난을 틈타 양익제를 죽이고 레꽝찌를 옹립하였다. 이에 응우옌호앙주는 찐주이산이 임금을 시해한 죄를 토벌한다고 하며 탕롱으로 군사를 돌렸다. 찐주이다이는 레꽝찌를 협박하여 데리고 청화로 달아났고, 찐주이산은 따로 레 소종을 옹립하였다. 쩐까오는 이 혼란을 틈타 탕롱을 공격해 취하니 레 소종은 청화에서 쩐까오를 토벌하라고 명령하였다. 이에 찐주이산은 천관(天關)에서, 응우옌호앙주는 장안(長安), 위인(莅仁)에서 진격하였고, 평부후(平富侯) 응우옌반르(阮文慮)와 영흥후(永興侯) 찐뚜이도 수군과 보군을 거느리고 병진하여 탕롱을 포위 공격했다. 한 차례 격렬한 전투를 치른 뒤 탕롱은 수복되었다.
찐주이산은 쩐까오의 잔당을 토벌하다가 전사하였는데, 이때 응우옌호앙주는 찐뚜이와 함께 탕롱을 진수하고 있었다. 응우옌호앙주는 동하방(東河坊)에 주둔하였고, 찐뚜이는 대라성(大羅城) 바깥에 주둔하였다. 두 사람의 사이가 좋지 않아, 응우옌호앙주는 병을 칭하고 입조하지 않았다. 레 소종이 염파와 인상여의 고사를 들어 화해할 것을 권했으나, 둘 다 듣지 않았다. 응우옌반르와 찐주이다이가 함께 입궁하여 그들을 위해 화해를 주청하였는데, 찐주이다이가 찐뚜이와 함께 모반하였다는 응우옌반르의 무함에 걸려 소종에게 참수당했다. 이에 응우옌호앙주는 거병하여 찐뚜이를 공격하였고, 양 군은 탕롱의 영창(永昌), 곡포(曲浦), 복고(復古) 등의 방(坊)에서 교전하였으나 승부가 나지 않았고, 탕롱은 잔파되었다. 마침내 찐뚜이가 패배하여 청화로 달아났다. 철산백(鐵山伯) 쩐쩐이 이 소식을 듣고 탕롱으로 출병하여 응우옌호앙주를 공격했다. 응우옌호앙주는 패배하여 청화로 달아났다. 쩐쩐은 산남(山南)을 지키고 있는 무천백(武川伯) 막당중에게 병사를 내어 응우옌호앙주의 도주로를 차단하고 공격할 것을 권하였으나, 막당중은 이를 받아들이지 않았고 응우옌호앙주는 도주할 수 있었다.
1517년, 전권을 장악한 쩐쩐이 소종의 명의를 빌려 응우옌꽁도(阮公度)와 막당중에게 명령하여 수군과 보군을 거느리고 응우옌호앙주를 공겨하게 하니 응우옌호앙주는 도망쳐서 순우(淳祐)로 들어갔다. 관군이 응우옌반랑의 묘지를 파헤치고 관을 열고 시체를 참수하였다. 응우옌호앙주는 시를 지어 막당중에게 보내니 막당중은 병사들에게 명령하여 싸우지 말도록 하고 응우옌호앙주로 하여금 다시 달아날 수 있도록 했다.
1518년, 쩐쩐이 살해당하자, 찐뚜이는 반란을 일으켜 정수공(靜脩公) 레록(黎祿)의 아들 레방을 황제로 옹립하였고, 다이득으로 개원한 뒤 자렴현(慈廉縣)에 근거지를 두었다. 응우옌호앙주는 소종의 명을 받들어 청화의 병사를 거느리고 탕롱으로 와서 근왕하였고, 막당중과 함께 찐뚜이와 레방을 공격하였다. 그러나 응우옌앙(阮盎), 응우옌낀(阮敬)이 이끄는 산서(山西)의 병사들에게 크게 패배하여 사상자가 매우 많았다. 응우옌호앙주는 홀로 달아나서 청화로 돌아갔고, 오래지 않아 세상을 떠났다.